# Miguel Antonio Medina y Medina
Miguel Antonio Medina y Medina (* 10. Dezember 1916 in Tenza; † 20. Mai 1972) war ein kolumbianischer römisch-katholischer Geistlicher und Bischof von Montería.

## Leben
Miguel Antonio Medina y Medina empfing am 3. Juni 1944 das Sakrament der Priesterweihe.
Am 16. Juli 1952 ernannte ihn Papst Pius XII. zum Titularbischof von Cephas und zum Weihbischof in Cali. Der Erzbischof von Bogotá, Crisanto Luque Sánchez, spendete ihm am 28. Oktober desselben Jahres die Bischofsweihe; Mitkonsekratoren waren der Bischof von Cali, Julio Caicedo Téllez SDB, und der Bischof von Zipaquirá, Tulio Botero Salazar CM.
1959 bestellte ihn Papst Johannes XXIII. zum Weihbischof in Medellín. Am 23. März 1964 ernannte ihn Paul VI. zum Bischof von Montería. Medina y Medina nahm an allen vier Sitzungsperioden des Zweiten Vatikanischen Konzils teil.